# Sojoez 14
Sojoez 14 (ook: 07361) was een Russische bemande ruimtevlucht uit 1974. Doel van deze vlucht was een koppeling met ruimtestation Saljoet 3. De bemanning voerde enige medische en biologische experimenten uit. Deze missie had echter hoofdzakelijk een militaire achtergrond.

## Vermomd spionageprogramma
Het Saljoetprogramma van de Sovjet-Unie bestond in werkelijkheid uit twee diverse onderdelen. De DOS-ruimtestations waren civiele ruimtevaartuigen. De OPS-versie viel echter onder het militaire Almazprogramma en beschikte over een sterk afwijkende uitrusting. Sovjetfunctionarissen maakten gewag van een "elektro-mechanisch hoogtecontrole systeem", "draaibare zonnepanelen", "verbeterde thermostatische controle" en de aanwezigheid van een experimenteel waterrecyclingsysteem aan boord. Verder gaf men aan dat deze Saljoet over kleine, onbemande terugkeercapsules beschikte en afgescheiden gedeeltes om te werken en rusten. De officiële taakomschrijving luidde: "...voortgezette biomedische studies van de mens in de ruimte, gegevens verzamelen voor het oplossen van economische vraagstukken en het testen van verbeterde installaties en uitrusting aan boord van het station...". Gemakshalve vergat men enige andere zeer vermeldenswaardige feiten te benoemen.
Zo dienden die terugkeercapsules zeker niet voor afval; bovendien konden gegevens ook per radio worden overgeseind. Met de capsules verhinderden de Russen dat de Amerikanen hun radiosignalen oppikten en uitvonden wat de Sovjet-Unie te weten kwam over de VS. Verder had Saljoet 3 de beschikking over 14 verschillende camera's, waaronder een met een brandpuntsafstand van 10 meter. Die was beslist niet noodzakelijk om geologisch onderzoek te verrichten. Een infraroodcamera maakte afbeeldingen met details tot 100 m grootte; een andere toonde beelden met een resolutie van 3 m. Daarnaast was dit station uitstekend in staat om met ongewenst bezoek af te rekenen: hiertoe was Saljoet 3 uitgerust met een boordkanon. Dit werd echter nooit tijdens de vlucht afgevuurd, aangezien dat hevige trillingen veroorzaakte.
Een andere aanwijzing voor een militaire missie vormde de keuze voor de bemanning. Normaliter bestond deze uit een mix van militair en civiel personeel. De geselecteerde bemanningen voor Saljoet 3 hadden echter allen een militaire achtergrond.

## Bemanning
De bemanning van Sojoez 14 bestond uit twee militairen. Als gezagvoerder fungeerde kolonel Pavlo Popovytsj. Deze oudgediende maakte zijn eerste ruimtevlucht aan boord van Vostok 4 en werd de vierde Rus in de ruimte. Luitenant-kolonel Joeri Artjoechin stond hem als boordwerktuigkundige terzijde tijdens zijn ruimtedoop. Sojoez 14 woog 6570 kg.

## Vluchtverloop

### Lancering
Sojoez 14 verliet het lanceerplatform op 3 juli 1974 met behulp van een Sojoez draagraket vanaf Tjoeratam te Bajkonoer. De capsule kwam in een baan met een apogeum van 277 km, een perigeum van 250 km en een omlooptijd van 89,7 minuten. De inclinatie bedroeg 51,6° bij een excentriciteit van 0,00203.

### Koppeling
Een dag later, vanaf een afstand van 100 m na vier koerscorrecties, leidde de commandant zijn vaartuig op handbediening naar het koppelingsluik. De manier waarop kon echter beslist niet op instemming van beneden rekenen. Om zijn handen beter te kunnen gebruiken tijdens deze manoeuvre verwijderde hij zijn handschoenen. Hierdoor verdween de druk uit zijn ruimtepak. Het nieuwe en strenge veiligheidsprotocol, ingevoerd na Sojoez 11, stelde het dragen van een ruimtepak tijdens lancering, landing en koppeling verplicht. De onderlinge snelheid bedroeg op 100 m afstand nog 1 m/s. Op een afstand van 40 m was deze afgenomen tot 0,3 m/s.
Vervolgens meerde het tweetal aan bij Saljoet 3 voor een tweewekelijks verblijf. Ze ontdekte dat lucht uit het koppelmechanisme wegstroomde. De vluchtleiding beraadde zich en gaf alsnog toestemming de luiken te openen, aangezien het slechts een klein lek betrof. Hierop stapte het duo over. Wél verstoorde een irritant alarm verscheidene malen hun slaap tijdens de rest van de vlucht.
De besturing van dit type Sojoez stak simpel in elkaar en bestond uit twee kleine stuurknuppeltjes. De linker controleerde de links-rechts en de op-neer beweging. Met behulp van de rechter knuppel draaide het vaartuig om zijn as. 

### Dagindeling en ontspanning
Het dagelijkse schema voorzag in acht uur werk, acht uur slaap en de resterende acht uur was ingeruimd voor sporten, pauzes, de dagelijkse verslaglegging en schoonmaken. Voor ontspanning konden ze onder meer kiezen uit een kleine bibliotheek, een schaakspel en een bandrecorder met muziek.

### Werkzaamheden
Gedurende hun verblijf ontstond enige paniek door verhoogde zonneactiviteit tussen 4 en 8 juli, maar de vluchtleiding stelde vast dat de hierdoor veroorzaakte straling binnen aanvaardbare grenzen bleef. Op 9 juli schakelde de bemanning de camera's in om "het aardoppervlak te observeren". Tegelijkertijd stalde men op Tjoeratam diverse voorwerpen op de grond uit om te kijken waar de nieuwe apparatuur toe in staat was. Volgeschoten films stopten ze in een terugkeercapsule. Maar in deze periode van Koude Oorlog beten de Sovjetautoriteiten nog liever hun tong af dan toe te geven dat het een spionagevlucht betrof. Zelfs een bevestiging van het überhaupt bestaan van het station kon men in eerste instantie nauwelijks over de lippen krijgen. Waarschijnlijk maakten de camera's opnamen van militaire bases in het Westen. Naar eigen zeggen richtte men de camera's slechts op Centraal-Azië, Pamir, de oostkust van de Kaspische Zee, de Kaukasus, het Oestjoertplateau en de Atlantische Oceaan, maar dit neme men beter met een flinke korrel zout. 
Ze controleerden regelmatig de technische systemen, verplaatsten een ventilator en stelden de binnentemperatuur af op een temperatuur van 21 à 22°C onder 835 à 850 mm kwikdruk. Een van de kosmonauten deed zijn beklag over tocht, veroorzaakt door een ventilator. Hij vroeg toestemming deze uit te schakelen. Beneden beschikte men over een identiek model van het ruimtestation. De ventilator daarin werd afgezet en de effecten bekeken. Er traden geen nadelige gevolgen op en ook in Saljoet 3 werd hij uitgeschakeld.
Tijdens hun verblijf vonden diverse tv-uitzendingen plaats, waarvan een duidelijk de gevolgen van trillingen op diverse instrumenten toonde. De ontwerpers op de grond waren zeer geïnteresseerd, om hierdoor veroorzaakte foutieve metingen in toekomstige ontwerpen te voorkomen.
Om de lichamelijke gevolgen van gewichtloosheid te bestrijden, besteedden ze iedere dag twee uur aan sport. Dit gebeurde elke ochtend en avond. Het trainingsapparaat imiteerde wandelen, hardlopen, gewichtheffen en hoog- en verspringen. Het bestond uit een loopband en een speciaal pak met elastische banden rond de taille. Deze banden waren aan de andere kant bevestigd aan de loopband; ze drukten de gebruiker met een kracht van 60% van zijn lichaamsgewicht op zijn plaats. Russische medici wezen er fijntjes op, dat dit apparaat een verbetering inhield ten opzichte van Skylab. De fiets in Skylab hield slechts de beenspieren en taille in conditie. De Russische vinding daarentegen ook de schouderspieren. 
Popovytsj en Artjoechin deden onderzoek naar het hart en bloedsomloop (snelheid van het bloed in slagaders voor en na lichamelijke inspanning) in de hersenen bij gewichtloosheid, longcapaciteit, samenstelling van hun bloed en hielden bij hoe vaak ze in een periode in- en uitademden. Ademmonsters gingen mee terug naar de Aarde voor nader onderzoek. Zo ging men na hoeveel energie de kosmonauten tijdens inspanning of periode van rust verbruikten. Tevens gingen ze de hersendruk na.
De experimentele waterzuiveringsinstallatie won water terug door condensatie van waterdamp uit de cabinelucht. Tijdens een langdurig verblijf in de ruimte moet regelmatig water worden aangevoerd. Dit is zwaar, neemt veel plaats in en is dus duur. Indien men voldoende water terugwint, betekent dit minder bevoorradingsvluchten. Slechts één zo'n vlucht minder scheelt al erg veel geld. Ter indicatie: de kale kostprijs van een Progress  bedroeg 22 miljoen dollar (in 2005), een Sojoez kostte iets meer. De kosten voor draagraket en lancering komen hier nog bij en bedragen eveneens tientallen miljoenen dollars.
De bemanning maakte dagelijks kweken van bacteriën om te kijken hoe deze in de ruimte groeiden. Ook ging ze de mate van luchtverontreiniging van de dampkring na middels een spectrograaf.

### Trivia
- Tijdens hun verblijf ontvingen de kosmonauten gelukwensen van Amerikaanse collegae, vanuit Sterrenstad. Die trainden daar voor het ASTP. Onder druk van de VS opende de Sovjet-Unie haar deuren en verleende ten tijde van Sojoez 14 westerse journalisten toegang tot de trainingsfaciliteiten voor kosmonauten.
- Beide kosmonauten toonden een identieke voorkeur voor het ontbijt. Zo zag men iedere ochtend twee mannen sneeën brood met plakken ham naar binnen werken. Daarnaast was hüttenkäse met zwarte bessen, aangevuld met honingkoek favoriet. Beiden dronken hun koffie met melk maar zonder suiker en slikten vitaminen.
- De vluchtleiding was er zich ten zeerste van bewust dat de commandant een hartstochtelijk voetbalfan was. Toen een belangrijke wedstrijd over de radio werd uitgezonden overlaadden ze hem met klusjes, om te verhinderen dat hij naar de commentator blééf luisteren en het werk aan boord stilviel.

## Terugkeer naar Aarde
Popovytsj en Artjoechin ontkoppelden Sojoez 14 op 19 juli 1974 voor hun terugreis. Ze kwamen zonder problemen neer op 140 km ten zuidoosten van Jezqazğan, na een vlucht die 15 dagen, 17 uur en 30 minuten in beslag nam. Hun capsule raakte de grond op 2 km van het berekende landingspunt en had 252 keer om de Aarde gecirkeld. Het duo kon terugblikken op een geslaagde missie. Voor beiden was Sojoez 14 hun laatste ruimtevlucht.    
1 ·
2 ·
3 ·
4 ·
5 ·
6 ·
7 ·
8 ·
9 ·
10 ·
11 ·
12 ·
13 ·
14 ·
15 ·
16 ·
17 ·
18A ·
18 ·
19 ·
20 ·
21 ·
22 ·
23 ·
24 ·
25 ·
26 ·
27 ·
28 ·
29 ·
30 ·
31 ·
32 ·
33 ·
34 · 
35 ·
36 ·
37 ·
38 ·
39 ·
40

T-1 ·  
T-2 ·
T-3 ·
T-4 ·
T-5 · 
T-6 ·
T-7 · 
T-8 ·
T-9 · 
T-10-1 ·
T-10 · 
T-11 ·
T-12 · 
T-13 ·
T-14 · 
T-15